# Hedenlunda (äpple)

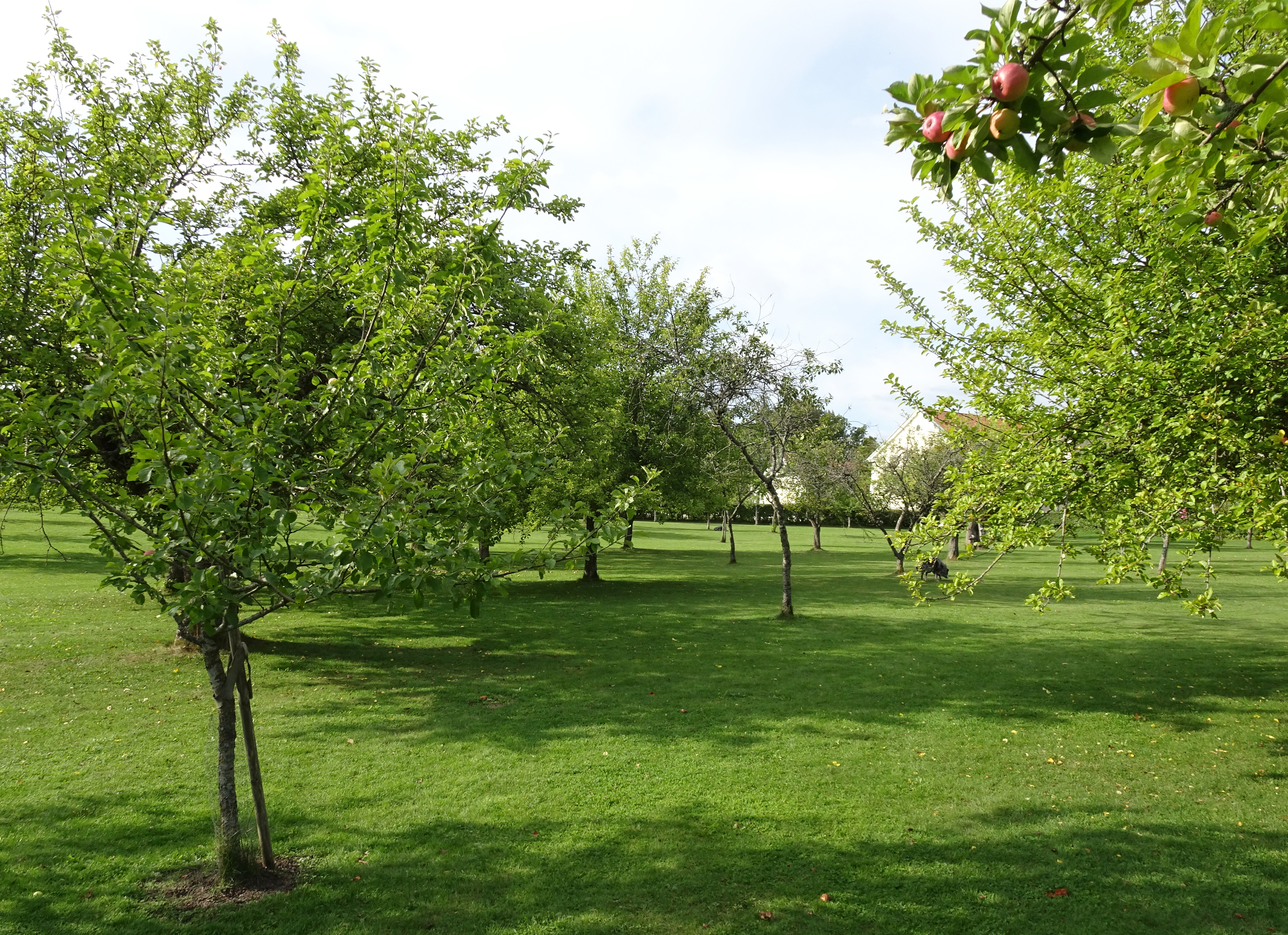
Hedenlundas fruktträdgård med mogna äpplen i september 2017.

Hedenlunda är en äppelsort som har sitt ursprung i herrgården Hedenlunda i Vadsbro socken i Södermanland. Äpplets skal är skimrande rött och närmast ljusgrönt. Köttet är vitt, saftigt och har en sötsyrlig smak. Hedenlunda mognar i september och har därefter en kort hållbarhet. I Sverige odlas Hedenlunda gynnsammast i zon 1-3.